# Tetralobus hunti
Tetralobus hunti là một loài bọ cánh cứng trong họ Elateridae. Loài này được Laurent miêu tả khoa học năm 1964.